# Yi Jiang (drottning)
Yi Jiang, levde på 1100-talet f.Kr., var en kinesisk drottning och minister. Hon var gift med Kung Wu av Zhou (regerade 1046-1043 f.Kr.), som utnämnde henne till en av nio ministrar.